# Necremnoides tricarinatus
Necremnoides tricarinatus är en stekelart som beskrevs av Girault 1913. Necremnoides tricarinatus ingår i släktet Necremnoides och familjen finglanssteklar. Inga underarter finns listade i Catalogue of Life.